# Kalyanpur (Saptari)
Kalyanpur – gaun wikas samiti we wschodniej części Nepalu w strefie Sagarmatha w dystrykcie Saptari. Według nepalskiego spisu powszechnego z 2001 roku liczył on 1268 gospodarstw domowych i 7825 mieszkańców (3797 kobiet i 4028 mężczyzn).